# Dichomeris abscessella
Dichomeris abscessella är en fjärilsart som beskrevs av Walker 1863. Dichomeris abscessella ingår i släktet Dichomeris och familjen stävmalar. Inga underarter finns listade i Catalogue of Life.